# Kosman zakrslý
Kosman zakrslý (Callithrix pygmaea) je nejmenší zástupce čeledi kosmanovitých (Callithrichidae), který obývá tropické lesy západní Brazílie, jihovýchodní Kolumbie, východního Ekvádoru a východního Peru. Je to jeden z nejmenších primátů vůbec a nejmenší opice.

## Historie
Kosman zakrslý byl objeven německým cestovatelem Baptistem von Spix v roce 1823 a byl považován za mládě kosmana bělovousého, za samostatný druh byl uznán až o několik desetiletí později. Byl objeven v oblasti horní Amazonky nedaleko míst, kde se stýkají hranice Peru, Brazílie a Kolumbie.

## Popis

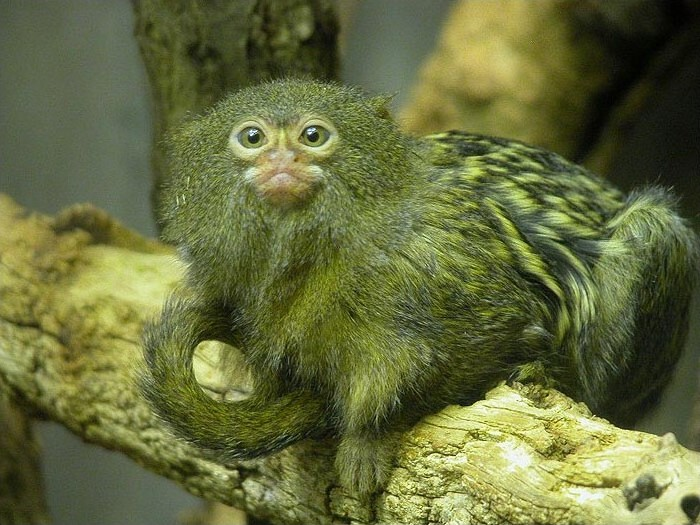
Kosman zakrslý

Kosman zakrslý má hebkou žlutohnědou srst a ocas lemovaný černými kroužky, který je o několik centimetrů větší, než celé tělo. Břicho bývá světlejší. Většinou má hustou srst a jeho zbarvení mu velmi pomáhá ve splynutí s prostředím, ve kterém žije. Jeho drápy jsou speciálně přizpůsobeny ke šplhání po stromech, které je pro tento druh charakteristické. Jeho tělo dorůstá sotva 14–16 cm a jeho delší ocas od 15 do 20 cm. Hmotnost samců nepřesahuje 140 g a hmotnost samic 120 g.

## Biologie a chování
Kosmani zakrslí se pro svou drobnou velikost stávají častým terčem dravců a hadů, což utvrzuje i jejich prudká aktivita, ale většinou se snaží pohybovat spíše výjimečně, a když už, tak se střídavým obdobím nehybné strnulosti. Jeho neobvyklou mrštnost dokazuje i fakt, že dokáže doskočit až do vzdálenosti 5 m. Má dobrý sluch, horší zrak, ale skvělý hmat. Většinu svého života tráví na stromech a na zem slézá jen velice zřídka, buď za potravou, nebo s cílem přemístit se na jiný strom. Je aktivní hlavně přes den, v poledne a na večer často odpočívá. Noci tráví ve stromových dutinách a za potravou vyráží nejčastěji odpoledne. Loví nejrůznější hmyz, malé ptáky a jejich vejce, ale nepohrdne ani různými plody. Je to tvor společenský, který žije buď jen v párech, ale častěji v malých skupinkách čítajících 5 až 10 členů, kde je dominantní samice. Bohužel jeho malá velikost a roztomilý vzhled způsobily jeho tvrdé pronásledování lidmi, které kosmany zakrslé vážně ohrožuje.

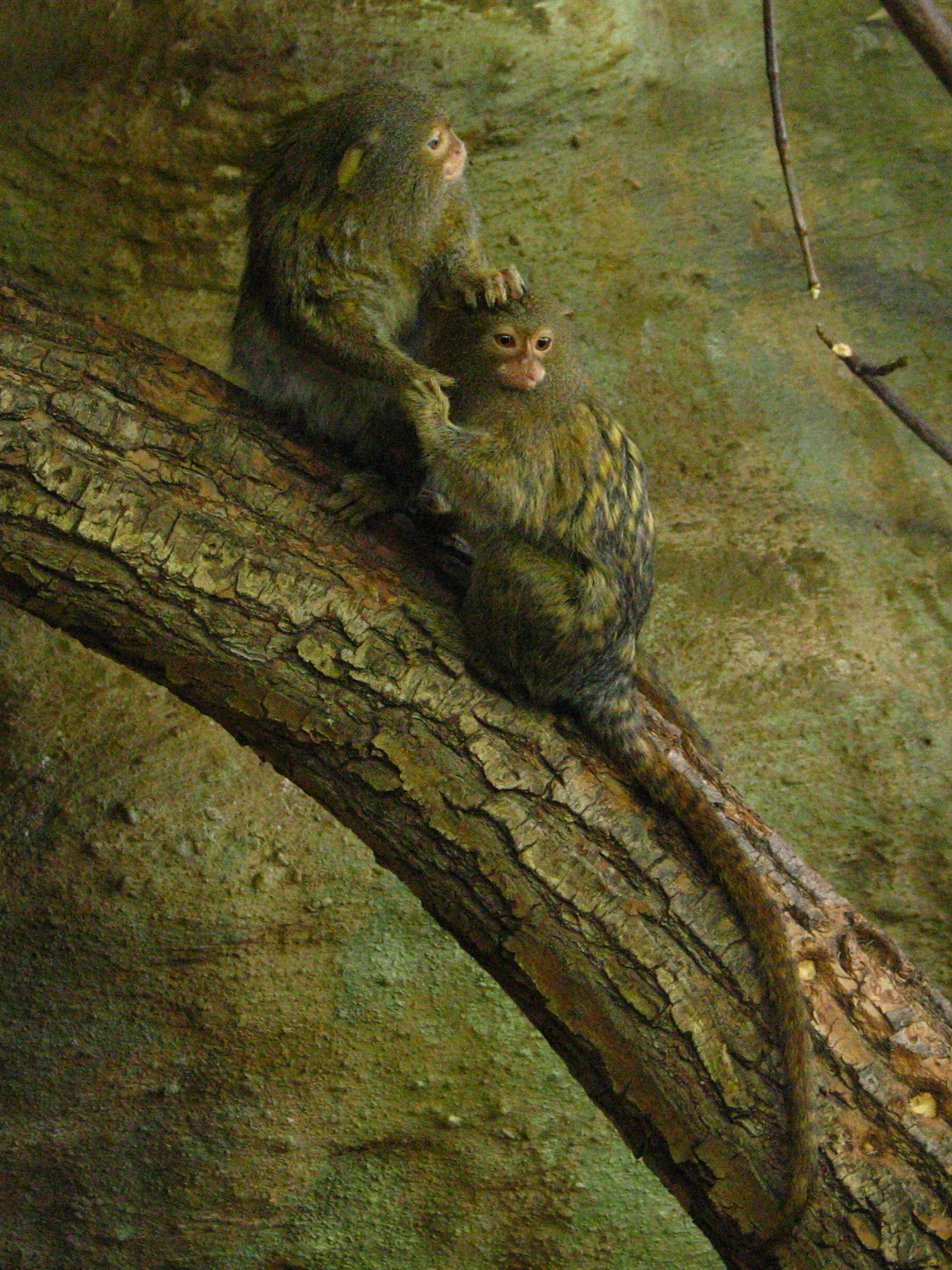
Dva kosmani zakrslí v ZOO Dvůr Králové.

Samice rodí asi po 120–140denní březosti nejčastěji dvě, zřídka tři mláďata, která váží 14–27 gramů. Pečuje o ně samec a samici je předává pouze z důvodu krmení. Dospívají až ve svých 24 měsících. V zajetí se může kosman zakrslý dožít i 11 let.
Rozeznáváme u něj dva poddruhy:
- Callithrix pygmaea pygmaea
- Callithrix pygmaea niveiventris.

## Kosman zakrslý v zoologických zahradách
Kosman zakrslý je v České republice chová v následujících zoologických zahradách:
- Zoo Brno
- Zoo Ústí nad Labem
- Zoo Dvůr Králové
- Zoo Na Hrádečku - chovány oba poddruhy
- Zoo Lešná
- Zoo Olomouc
- Zoo Jihlava
- Zoo Hluboká nad Vltavou
- Zoo Děčín
- Zoo Chleby
- Zoo Liberec

Na Slovensku je chován v Zoo Bratislava a Zoo Bojnice.
Ve světě je poměrně rozšířený a oblíbený též chov kosmana jako domácího mazlíčka.